# Distretto di Yauli (Yauli)
Il distretto di Yauli  è uno dei dieci distretti della provincia di Yauli, in Perù. Si trova nella regione di Junín e si estende su una superficie di  424,16 chilometri quadrati.

## Posizione
La catena montuosa Paryaqaqa di Waruchiri attraversa il distretto di Yauli.
Alcune delle montagne più alte del distretto sono elencate di seguito
- - Allqa
  - Allqa Ranra
  - Chinchirusa
  - Chumpi
  - Killa Wañunan
  - Kiwyu Waqanan
  - Kunkus
  - Kunkus (Yauli)
  - Kuntur Mach'ay
  - Lichiqucha
  - Ñuñu
  - Paqush
  - Paraqti
  - Putka
  - Qarwachuku
  - Qayqu
  - Quri
  - Ranra
  - Shira
  - Tuku Mach'ay
  - Uqhu
  - Wallakancha
  - Wamanripa
  - Wayllakancha
  - Wayrakancha
  - Yanta Pallana
  - Yantayuq
  - Yuraq Anka